# 1382
Пізнє Середньовіччя •  Відродження •  Реконкіста •  Ганза •  Столітня війна •  Велика схизма •  Монгольська імперія

## Геополітична ситуація
Державу османських турків очолює султан Мурад I (до 1389). Імператором Візантії є Іоанн V Палеолог (до 1391). Вацлав IV є королем Богемії та Німеччини. У Франції править Карл VI Божевільний (до 1422).
Апеннінський півострів розділений: північ належить Священній Римській імперії, середню частину займає Папська область, південь належить Неаполітанському королівству. Деякі міста півночі: Венеція, Піза, Генуя тощо, мають статус міст-республік. Триває боротьба гвельфів та гібелінів.
Майже весь Піренейський півострів займають християнські Кастилія і Леон, де править Хуан I (до 1390), Арагонське королівство та Португалія під правлінням Фернанду I (до 1383). Під владою маврів залишилися тільки землі на самому півдні.
Річард II править в Англії (до 1400). Королем Швеції є Альбрехт Мекленбурзький (до 1389), королем Данії та Норверії — Олаф IV. У Польщі та Угорщині почала правити Марія Угорська (до 1395). У Литві княжить Ягайло (до 1386).
Руські землі перебувають під владою Золотої Орди. Триває війна за галицько-волинську спадщину між Польщею та Литвою.
У Києві княжить Володимир Ольгердович (до 1394). Володимирське князівство очолює московський князь Дмитро Донський.
Монгольська імперія займає більшу частину Азії, але вона розділена на окремі улуси. На заході євразійських степів править Золота Орда, що переживає період Великої Зам'ятні. У Семиріччі владу утримує емір Тамерлан. Іран роздроблений, окремі області в ньому контролюють родини як монгольського, так і перського походження.
У Єгипті владу утримують мамлюки, а Мариніди у Магрибі. У Китаї править династії Мін. Делійський султанат є наймогутнішою державою Індії. В Японії триває період Муроматі.
Цивілізація майя переживає посткласичний період. У долині Мехіко склалася цивілізація ацтеків. Почала зароджуватися цивілізація інків.

## Події
- Митрополита Кипріана позбавлено Київської митрополії.
- Ординський хан Тохтамиш захопив і спалив Москву. Дмитро Донський присягнув йому, і йому було дозволено залишитися князем.
- У Литві Ягайло підступом полонив, а згодом убив, свого дядька Кейстута. Сину Кейстута Вітовту вдалося втекти.
- Ченстоховська ікона Божої Матері прибула з Єрусалима в Польщу.
- Помер король Угорщини та Польщі Людвік I Великий. Королевою Угорщини стала його дочка Марія. Поляки обрали собі за короля іншу дочку Людвика Ядвігу.
- Великим магістром Тевтонського ордену обрано Конрада Целльнера фон Ротенштайна.
- Францію охопили заворушення:
  - У Провансі почалася війна між прихильниками Карла III Неаполітанського та Людовика II Анжуйського, які водночас були прихильниками римського та авіньойнського пап.
  - Французьке військо розбило фламандських повстанців на чолі з Філіпом ван Артевелде у битві поблизу Росебеке.
  - У Руані спалахнуло повстання, що отримало назву Арель. Війська короля Карла VI жорстоко придушили його через місяць.
  - У Парижі вибухнуло повстання молотобійців проти запровадження нових податків.
- Трієст прийняв підданство австрійського герцога Леопольда III.
- У Флоренції до влади повернулися жирні популани.
- Карл III став королем Неаполя після того, як королеву Джованну I задушили за його наказом.
- Джон Вікліф переклав Біблію англійською мовою.
- Турки захопили Софію.
- У Єгипті до влади прийшла династія Бурджитів.